# Пробиотик
Повечето учени дефинират пробиотиците като „живи микробни хранителни добавки, които влияят полезно и благотворно на човека, подобрявайки и оздравявайки вътрешния микробен баланс“. Въздействието на пробиотичните бактерии е изключително трудно да се обясни само чрез сега известните научни данни и наблюдения, вземайки под внимание наличието на милиарди бактерии в бактериалната екосистема на човека. Независимо от това, тяхното влияние върху човешката физиология е огромно и продължава да бъде обект на все повече наблюдения и нови научни факти. Все по-голямо научно и практическо внимание се отделя на тази „невидима“ екосистема, която определя състоянието на болест и здраве при хората и при останалите живи системи.
Според известните изследователи на проблема G. W. Tannock и H. W. Holzapfel пробиотичните бактерии оказват въздействие върху организма, като директно се колонизират върху интестиналната мукоза на червата и започват да произвеждат жизненоважни ензими и клетъчни биопродукти. Проучванията показват, че тази колонизация продължава до 10 – 15 дни и след това те се отмиват по естествен начин. G. W. Tannock обобщава търсените здравословни ефекти на пробиотиците в над 10 различни направления.

## Полезни ефекти на пробиотиците
Човешката слюнка лесно се колекционира с неинвазивни методи. Съдържа много съставки, които са интересни за скрининг, диагностика и мониториране. Множество проучвания през последните 40 години показват корелация между серумните и слюнчените нива на изследваните параметри.
Локалното приложение на пробиотици би могло да модифицира по някакъв начин оралната екосистема и да повлияе имунния отговор.
Резултатите от пилотно проучване при локален орален прием на таблетки ActiFlora показват че приема на таблетки, които съдържат Lb.bulgaricus и „Str. thermophilus“ повишава нивата на секреторния IgA, което най-вероятно отразява подобрявяне на локалната имунозащита.
1. Антитуморен ефект на дебелото черво – Антимутагенна активност; Променя про-канцерогенната активност на колонизираните микроби; Стимулира имунната функция; Влияе на концентрацията на жлъчни соли;
2. Свръхрастеж в тънките черва – Лактобацилите влияят на активността на свръхрастежа, като намаляват токсичните метаболити и антибактериалните характеристики;
3. Сърдечни заболявания	- Асимилация на холестерол от бактериалните клетки; Антиокислителен ефект; Променя хидролазната ензимна активност;
4. Антихипертензивен ефект – Бактериалните пептидази действат върху млечния протеин-резултат от антихипертензивни трипептиди; компоненти на клетъчната стена действат като АСЕ инхибитори;
5. Урогенитални инфекции – Адхезия към уринарния и вагинален тракт; Инхибира Н202 продукция; Възстановява нормалната микробна флора
6. Инфекции причинени от Helicobacter pylori – Конкурентна колонизация
7. Алергии – Предпазва от транслокация на антигени в кръвния поток;
8. Модулиране на имунната система – Спомагателен ефект при антиген-специфичен имунен отговор; Регулираща/повишаваща Th1/Th2 клетки; Продукция на цитокинин;
9. Устойчивост към вътрешни патогени – Спомагателен ефект, продукция на антитела; системен имунен ефект; устойчивост към колонизации; създава неподходящи условия за патогените (pH, бактериоцини);
10. Чернодробна енцефалопатия – Инхибира уреазо-продуцираща флора
11. Помагат при смилане на лактозата – Бактериалната лактаза действа на лактозата на тънките черва;
Редица други проучвания показват, че освен посочените в таблица №1 ефекти, пробиотиците произвеждат и редица ензими: protease, amylase, lipase, cellulase и т.н., витамините В1, В2, В6, В12 и други. Те синтезират също аминокиселини, включително и такива, които човешкият организъм не може сам да произведе. Засилват още усвояването от организма на електролити и микроелементи. Не са установени контраиндикации за използването им. Не са установени странични и токсични ефекти.

## Фармакологично и токсикологично проучване на български пробиотик
Задълбочена научна работа на редица български учени, позволи през последните 15 – 20 години да се разработят оригинални български пробиотични млечнокисели нисколактозни продукти, съдържащи основно Lactobacillus bulgaricus.
Изисквания към микроорганизмите за приложението им като пробиотици са:
точно дефинирани щамове посредством генетични, серологични, микробиологични и биохимични анализи;
липса на патогенност; липса на канцерогенност; наличие на полезни фактори;
възможност за колонизиране на дебелото черво; живи култури; резистентност към стомашен и жлъчен сок;
доказан клиничен ефект
(Ouwehand and Salminen, 1998; Meeting of the International Scientific Association for Probiotics and Prebiotics, 2002).
Някои от ефектите на лактобацила Lactobacillus bulgaricus са изучени и документирани в литературата, докато други предстоят да бъдат изследвани.
Редица заболявания започват поради първоначално възникнал дисбаланс на вътрешната микробна флора на човека и свързаната с нея имунобиологична реактивност. Проучванията показват (Oxman et al., 2000; Dora et al., 2002; Cats et al., 2003; Adolfsson et al., 2004), че пробиотичните лактобацили играят важна роля за балансираното хранене при човека и оказват благоприятни ефекти при редица заболявания на стомаха, гастроинтестинални инфекции, болест на Crohn, улцерозен колит, антибиотик асоциирани разстройства, сърдечно-съдови заболявания, като имат и антитуморен, лъчезащитен, антихиперлипидемичен, антиалергичен, имуномодулиращ ефект (Kato et al., 1994; Ivanova et al., 1997; Casas et al., 1998; Bukowska et al., 1998; Cebra, 1999; Bay et al., 1999).
Здравословни ефекти на пробиотиците, съдържащи лактобацили, установени при експериментални и клинични проучвания:
Влияние на пробиотиците върху стомашно-чревния тракт
Хепатопротективен и панкреатопротективен ефект
Антихперлипидемичен ефект
Антитуморен и антимутагенен ефект
Повлияване на имунитета
Антиоксидантна активност
Лъчезащитно действие
Липса на тератогенност

## Пробиотиците – исторически преглед на изследванията върху тях в България
Пробиотиците като "живи микроорганизми” имат профилактично и терапевтично действие, подобрявайки вътрешния микробен баланс.
Българското кисело мляко се приема за първия пробиотик, привлякъл вниманието на лауреата на Нобелова награда проф. И. Мечников.
След изолирането от д-р Стамен Григоров през 1905 г. на причинителя на подквасването, Lactobacillus bulgaricus, Мечников заключава, че тайната на дълголетието на българите се крие в консумирането на кисело мляко. Така И. Мечников става основател на концепцията за пробиотиците.
Това поставя началото на множество изследвания върху лечебните и профилактични свойства на киселото мляко и лактобацилите. Установяват се пробиотичните свойства на българското кисело мляко – не само традиционен и оригинален български продукт, а и лидер сред пробиотичните храни в света.
Редица български учени посвещават значителна част от професионалната си дейност в изследване на лактобацилите – д-р Ив. Богданов, проф. Балабански, д-р Катранджиев, д-р М. Кондратенко, доц. Р. Еникова, д-р Дончев, проф. Чомаков, Б. Гьошева и мн. др. Задълбочената им научна работа позволи през последните 15 – 20 години да се разработят оригинални български пробиотични сухи млечнокисели продукти.
Тези успехи в научноизследователската и практическо-приложната дейност са принос към делото на родоначалника на науката за пробиотиците д-р Ст. Григоров.